# Echinomuricea muricelloides
Echinomuricea muricelloides is een zachte koraalsoort uit de familie Plexauridae. De koraalsoort komt uit het geslacht Echinomuricea. Echinomuricea muricelloides werd in 1910 voor het eerst wetenschappelijk beschreven door Nutting. 